# Näsums IF
Näsums IF är en fotbollsklubb från Näsum. Klubben bildades 1943.
Herrlaget spelar nu i division 4 Östra Skåne med Öllervallen som hemmaarena. Damerna spelar i Division 2 Sydöstra Götaland.  De spelar i blåvita hemmaställ men har även ett helvitt bortaställ.
Klubben är även moderklubb till proffset och mittfältsspelaren Marcus Lantz.